# 우데기
우데기는 눈이 많이오는 울릉도에서 눈이많이오면 자유롭게 돌아다니지 못하는데 집안을 자유롭게 돌아 다닐수 있게 한 집이다. 그래서 울릉도에서 유용하다.